# Ribesalbes
Ribesalbes település Spanyolországban, Castellón tartományban. Ribesalbes L'Alcora, Fanzara és Onda községekkel határos. Lakosainak száma 1163 fő (2024).

## Népesség
A település népessége az elmúlt években az alábbi módon változott:
| Lakosok száma | 1300 | 1302 | 1342 | 1373 | 1342 | 1265 | 1223 | 1174 | 1156 | 1163 |
|               | 2001 | 2004 | 2006 | 2009 | 2011 | 2014 | 2016 | 2019 | 2021 | 2024 |